# Coppa Bernocchi 2024
La Coppa Bernocchi 2024, centocinquesima edizione della corsa e valida come quarantasettesima prova dell'UCI ProSeries 2024 categoria 1.Pro, si svolse il 7 ottobre 2024 su un percorso di 174,3 km, con partenza e arrivo a Legnano, in Italia. La vittoria fu appannaggio del belga Stan Van Tricht, il quale completò il percorso in 3h50'10", alla media di 45,447 km/h, precedendo il francese Alex Baudin e lo spagnolo Roger Adrià.
Sul traguardo di Legnano 116 ciclisti, dei 168 partiti dalla medesima località, portarono a termine la competizione

## Squadre e corridori partecipanti
| N.      | Cod. | Squadra                    |
| ------- | ---- | -------------------------- |
| 2-7     | TVL  | Team Visma-Lease a Bike    |
| 11-17   | ADC  | Alpecin-Deceuninck         |
| 21-27   | ARK  | Arkéa-B&B Hotels           |
| 31-37   | AST  | Astana Qazaqstan Team      |
| 41-47   | COF  | Cofidis                    |
| 51-57   | DAT  | Decathlon AG2R La Mondiale |
| 61-67   | EFE  | EF Education-EasyPost      |
| 71-77   | IWA  | Intermarché-Wanty          |
| 81-87   | LTK  | Lidl-Trek                  |
| 91-97   | MOV  | Movistar Team              |
| 101-107 | RBH  | Red Bull-Bora-Hansgrohe    |
| 111-117 | SOQ  | Soudal Quick-Step          |
| 121-127 | JAY  | Team Jayco AlUla           |

| N.      | Cod. | Squadra                       |
| ------- | ---- | ----------------------------- |
| 131-137 | UAD  | UAE Team Emirates             |
| 141-147 | BWB  | Bingoal WB                    |
| 151-157 | COR  | Corratec Vini Fantini         |
| 161-167 | EUS  | Euskaltel-Euskadi             |
| 171-177 | IPT  | Israel-Premier Tech           |
| 181-187 | LTD  | Lotto Dstny                   |
| 191-197 | Q36  | Q36.5 Pro Cycling Team        |
| 201-207 | PTK  | Team Polti Kometa             |
| 211-217 | TEN  | TotalEnergies                 |
| 221-227 | TUD  | Tudor Pro Cycling Team        |
| 231-237 | VBF  | VF Group-Bardiani CSF-Faizanè |
| 241-247 | BIE  | Biesse-Carrera                |

## Ordine d'arrivo (Top 10)
| Pos. | Corridore            | Squadra     | Tempo    |
| ---- | -------------------- | ----------- | -------- |
| 1    | Stan Van Tricht      | Alpecin     | 3h50'10" |
| 2    | Alex Baudin          | Decathlon   | s.t.     |
| 3    | Roger Adrià          | Red Bull    | s.t.     |
| 4    | Neilson Powless      | EF          | s.t.     |
| 5    | Bart Lemmen          | Visma       | s.t.     |
| 6    | Pavel Sivakov        | UAE         | a 3"     |
| 7    | Alessandro Pinarello | VF Group    | a 5"     |
| 8    | Dorian Godon         | Decathlon   | a 1'27"  |
| 9    | Francesco Busatto    | Intermarché | s.t.     |
| 10   | Marijn van den Berg  | EF          | s.t.     |